# Panus
Panus es un género de hongos de la familia Polyporaceae. Catalogue of Life registra 42 especies en el género.

## Especies
- Panus alpacus
- Panus bacillisporus
- Panus bartlettii
- Panus biersianus
- Panus brunneipes
- Panus caespiticola
- Panus ciliatus''
- Panus conchatus
- Panus conglomeratus
- Panus convivalis
- Panus domicola
- Panus guaraniticus
- Panus hirtiformis
- Panus hookerianus
- Panus incandescens
- Panus indicus
- Panus japonicus
- Panus johorensis
- Panus kinabaluensis
- Panus luteolus
- Panus maculatus
- Panus meruliceps
- Panus murinus
- Panus natarajanianus
- Panus neostrigosus
- Panus parvus
- Panus piceus
- Panus piperatus
- Panus pruni
- Panus punctaticeps
- Panus purpuratus
- Panus pusillus
- Panus rudis
- Panus setiger
- Panus similis
- Panus solomonensis
- Panus strigellus
- Panus subfasciatus
- Panus tahitensis
- Panus tephroleucus
- Panus vetustus